# Análise de agrupamentos
Análise de agrupamentos ou Análise de "Cluster" , também denominado classificação não supervisionada, é a classificação de objetos em diferentes grupos, cada um dos quais deve conter os objetos semelhantes segundo alguma função de distância estatística.
Esta classificação deve ser realizada de maneira automática, sem intervenção do usuário, sem considerar previamente propriedades características dos grupos e sem o uso de grupos de teste previamente conhecidos para direcionar a classificação.